# ویکتور دالاکیان
ویکتور یرواندی دالاکیان (ارمنی: Վիկտոր Երվանդի Դալլաքյան؛ زاده ۱ مارس ۱۹۵۸) یک سیاستمدار و تاریخ‌نگار اهل ارمنستان است. وی نماینده دوره‌های اول تا چهارم مجلس ملی جمهوری ارمنستان بوده‌است.